# Station Lublin-Zemborzyce
Station Lublin Zemborzyce is een spoorwegstation in de Poolse plaats Lublin.